# Murphy (Karolina Północna)
Murphy – miasto w Stanach Zjednoczonych, w stanie Karolina Północna, siedziba administracyjna hrabstwa Cherokee.

## Historia
Murphy, położone nad rzeką Hiwassee, było znane Czirokezom jako Tlanusi-yi („Miejsce Pijawki”), nawiązując do legendy o olbrzymiej pijawce zamieszkującej te wody. Przez teren przyszłego miasta przebiegała Szlak Handlowy, później zwany Unicoi Turnpike, łączący ziemie Czirokezów na wschodzie z osadami w Tennessee. Pierwsza osada nosiła nazwę Huntington, a w latach 1820–1830 działał tam urząd pocztowy założony przez Archibalda Huntera. 
W 1836 roku, podczas przymusowego przesiedlenia Czirokezów znanego jako Szlak Łez, armia USA wybudowała Fort Butler, który stał się głównym punktem zbiorczym dla rdzennej ludności przed deportacją do Fort Cass w Tennessee. Obecnie miejsce to upamiętniają tablice historyczne, a Muzeum Historyczne Hrabstwa Cherokee dokumentuje te wydarzenia. 
Hrabstwo Cherokee powstało w 1839 roku, a Murphy stało się jego siedzibą dopiero w 1851 roku. 
Miasto było końcową stacją dwóch linii kolejowych – odgałęzienia L&N Railroad z Georgii oraz Murphy Branch z Asheville. Po zamknięciu połączeń w latach 80. i 90. XX wieku dawna stacja L&N przekształcona została w centrum społecznościowe. 
W centrum miasta znajduje się neoklasycystyczny budynek sądu hrabstwa Cherokee, zaprojektowany przez Jamesa Baldwina i zbudowany w 1927 roku z lokalnego niebieskiego marmuru – wpisany na Narodowy Rejestr Miejsc Historycznych.